# Боббі Голик
Боббі Голик (чеськ. Bobby Holík, нар. 1 січня 1971, Їглава) — колишній чехословацький хокеїст, що грав на позиції центрального нападника. Грав за збірну команду Чехословаччини і збірну Чехії.
Володар Кубка Стенлі. Провів понад тисячу матчів у Національній хокейній лізі. 

## Ігрова кар'єра
Хокейну кар'єру розпочав на батьківщині 1987 року виступами за команду «Дукла» (Їглава).
1989 року був обраний на драфті НХЛ під 10-м загальним номером командою «Гартфорд Вейлерс».
Протягом професійної клубної ігрової кар'єри, що тривала 23 роки, захищав кольори команд «Дукла» (Їглава) (ЧСХЛ), «Гартфорд Вейлерс», «Нью-Джерсі Девілс», «Нью-Йорк Рейнджерс» та «Атланта Трешерс».
Загалом провів 1455 матчів у НХЛ, включаючи 141 матч плей-оф Кубка Стенлі.
Виступав за збірні команди Чехословаччини і Чехії.
За «Дуклу» виступали його дядько і батько. Сестра Андреа — тенісистка, її чоловік — хокеїст Франтішек Мусіл.

## Нагороди та досягнення
- Золотий призер юніорського чемпіонату Європи 1988 у складі юніорської збірної Чехословаччини.
- Бронзовий призер молодіжного чемпіонату світу 1989 у складі молодіжної збірної Чехословаччини.
- Срібний призер юніорського чемпіонату Європи 1989 у складі юніорської збірної Чехословаччини.
- Бронзовий призер чемпіонату світу 1990 у складі національної збірної Чехословаччини.
- Володар Кубка Стенлі 1995 та 2000 у складі «Нью-Джерсі Девілс».
- Учасник матчу усіх зірок НХЛ — 1998, 1999

## Статистика
| Сезон        | Клуб                           | Ліга         | Регулярний сезон | Регулярний сезон | Регулярний сезон | Регулярний сезон | Регулярний сезон | Плей-оф | Плей-оф | Плей-оф | Плей-оф | Плей-оф |
| Сезон        | Клуб                           | Ліга         | І                | Г                | П                | О                | ШХ               | І       | Г       | П       | О       | ШХ      |
| ------------ | ------------------------------ | ------------ | ---------------- | ---------------- | ---------------- | ---------------- | ---------------- | ------- | ------- | ------- | ------- | ------- |
| 1987–88      | «Дукла» (Їглава)               | ЧСХЛ         | 31               | 5                | 9                | 14               | 16               | —       | —       | —       | —       | —       |
| 1988–89      | «Дукла» (Їглава)               | ЧСХЛ         | 24               | 7                | 10               | 17               | 32               | —       | —       | —       | —       | —       |
| 1989–90      | «Дукла» (Їглава)               | ЧСХЛ         | 42               | 15               | 26               | 41               | 0                | —       | —       | —       | —       | —       |
| 1990–91      | «Гартфорд Вейлерс»             | НХЛ          | 78               | 21               | 22               | 43               | 113              | 6       | 0       | 0       | 0       | 7       |
| 1991–92      | «Гартфорд Вейлерс»             | НХЛ          | 76               | 21               | 24               | 45               | 44               | 7       | 0       | 1       | 1       | 6       |
| 1992–93      | «Нью-Джерсі Девілс»            | НХЛ          | 61               | 20               | 19               | 39               | 76               | 5       | 1       | 1       | 2       | 6       |
| 1992–93      | «Ютіка Девілс»                 | АХЛ          | 1                | 0                | 0                | 0                | 2                | —       | —       | —       | —       | —       |
| 1993–94      | «Нью-Джерсі Девілс»            | НХЛ          | 70               | 13               | 20               | 33               | 72               | 20      | 0       | 3       | 3       | 6       |
| 1994–95      | «Нью-Джерсі Девілс»            | НХЛ          | 48               | 10               | 10               | 20               | 18               | 20      | 4       | 4       | 8       | 22      |
| 1995–96      | «Нью-Джерсі Девілс»            | НХЛ          | 63               | 13               | 17               | 30               | 58               | —       | —       | —       | —       | —       |
| 1996–97      | «Нью-Джерсі Девілс»            | НХЛ          | 82               | 23               | 39               | 62               | 54               | 10      | 2       | 3       | 5       | 4       |
| 1997–98      | «Нью-Джерсі Девілс»            | НХЛ          | 82               | 29               | 36               | 65               | 100              | 5       | 0       | 0       | 0       | 8       |
| 1998–99      | «Нью-Джерсі Девілс»            | НХЛ          | 78               | 27               | 37               | 64               | 119              | 7       | 0       | 7       | 7       | 6       |
| 1999–00      | «Нью-Джерсі Девілс»            | НХЛ          | 79               | 23               | 23               | 46               | 106              | 23      | 3       | 7       | 10      | 14      |
| 2000–01      | «Нью-Джерсі Девілс»            | НХЛ          | 80               | 15               | 35               | 50               | 97               | 25      | 6       | 10      | 16      | 37      |
| 2001–02      | «Нью-Джерсі Девілс»            | НХЛ          | 81               | 25               | 29               | 54               | 97               | 6       | 4       | 1       | 5       | 2       |
| 2002–03      | «Нью-Йорк Рейнджерс»           | НХЛ          | 64               | 16               | 19               | 35               | 52               | —       | —       | —       | —       | —       |
| 2003–04      | «Нью-Йорк Рейнджерс»           | НХЛ          | 82               | 25               | 31               | 56               | 96               | —       | —       | —       | —       | —       |
| 2004–05      | Сезон не відбувся через локаут |              | —                | —                | —                | —                | —                | —       | —       | —       | —       | —       |
| 2005–06      | «Атланта Трешерс»              | НХЛ          | 64               | 15               | 18               | 33               | 79               | —       | —       | —       | —       | —       |
| 2006–07      | «Атланта Трешерс»              | НХЛ          | 82               | 11               | 18               | 29               | 86               | 4       | 0       | 1       | 1       | 0       |
| 2007–08      | «Атланта Трешерс»              | НХЛ          | 82               | 15               | 19               | 34               | 90               | —       | —       | —       | —       | —       |
| 2008–09      | «Нью-Джерсі Девілс»            | НХЛ          | 62               | 4                | 5                | 9                | 66               | 3       | 0       | 1       | 1       | 2       |
| Усього в НХЛ | Усього в НХЛ                   | Усього в НХЛ | 1314             | 326              | 421              | 747              | 1421             | 141     | 20      | 39      | 59      | 120     |